# Höch (Gemeinde St. Johann)
Höch ist eine Ortslage im Salzachpongau im Land Salzburg und gehört zur Stadtgemeinde St. Johann im Pongau im Bezirk St. Johann (Pongau).

## Geographie
Das Gehöft Höch befindet sich 3 Kilometer nördlich von Sankt Johann links im Bischofshofen-St.-Johanner Becken. Es liegt in der Ortschaft Einöden am Osthang des Palfner Kogels (Schwarzkogel, 1413 m ü. A.) auf um die 845 m ü. A. Höhe.
Man erreicht es auf dem Güterweg von Einöden an der Anschlussstelle der B159 in die Bischofshofener Umfahrung der B311.
|             | Zoss                                        | Einöden |
|             | Kompassrose, die auf Nachbargemeinden zeigt | Brand   |
| Burgschwaig | Schrunten                                   | Altach  |

## Geschichte; Bergbau
Der Palfnerkogel ist altes Bergbaugebiet, das schon in der Bronzezeit genutzt wurde (datiert im Arthurstollen 3700–3000 Jahre alt), und Teil des Mitterberger Kupferbergbaues (Südrevier) ist.
Zwischen der Schattberg-/Löhnersbach-Formation der Grauwackenzone (Ordovizium–Devon, ca. 500–400 Mio. Jahre) – graue phyllitische Schiefer (Schwarzschiefer) – finden sich diabasisch Einlagerungen vulkanischen Ursprungs (Metamagmatite der Metabasit-Gruppe, Altpaläozoikum). An diese gebunden tritt Fahlerz (Antimonreicher Tetraedrit) auf.
Es wurden drei Gänge prospektiert, bei Birkstein (Bürgstein) und Burgschwaig südlich und bei Brand/Höch.
Der Brandergang ist der bedeutendste dieser drei Vorkommen, er wurde Anfang des 20. Jahrhunderts von der Tiroler Messingfabrik zu Kramsach und ab 1910 von der vom Industriellen Arthur Krupp gegründeten Mitterberger Kupfer AG in drei Stollen erschlossen: Dem Oberen Höchstollen auf 1112 m, dem Höchstollen auf 946 m und Unteren Höchstollen auf 838 m. Die Vorkommen waren aber relativ unbedeutend, der Abbau wurde bald wieder eingestellt, die Erzführung ist hier gering, und der Arthurstollen bei Brand unterhalb auf 760 m mit folgendem Tiefbau wurde der eigentliche Abbau (Kupferbergbau Einöden).
Im Bereich der drei Höchstollen finden sich noch kleine bis mittelgroße, großteils verwachsene Halden im Wald- und Wiesenterrain, jeweils um die etwa 1000–2000 m3 umfassend. Typisch sind hier Sekundärminerale wie Malachit und Kobaltblüte.